# قبة الهوا

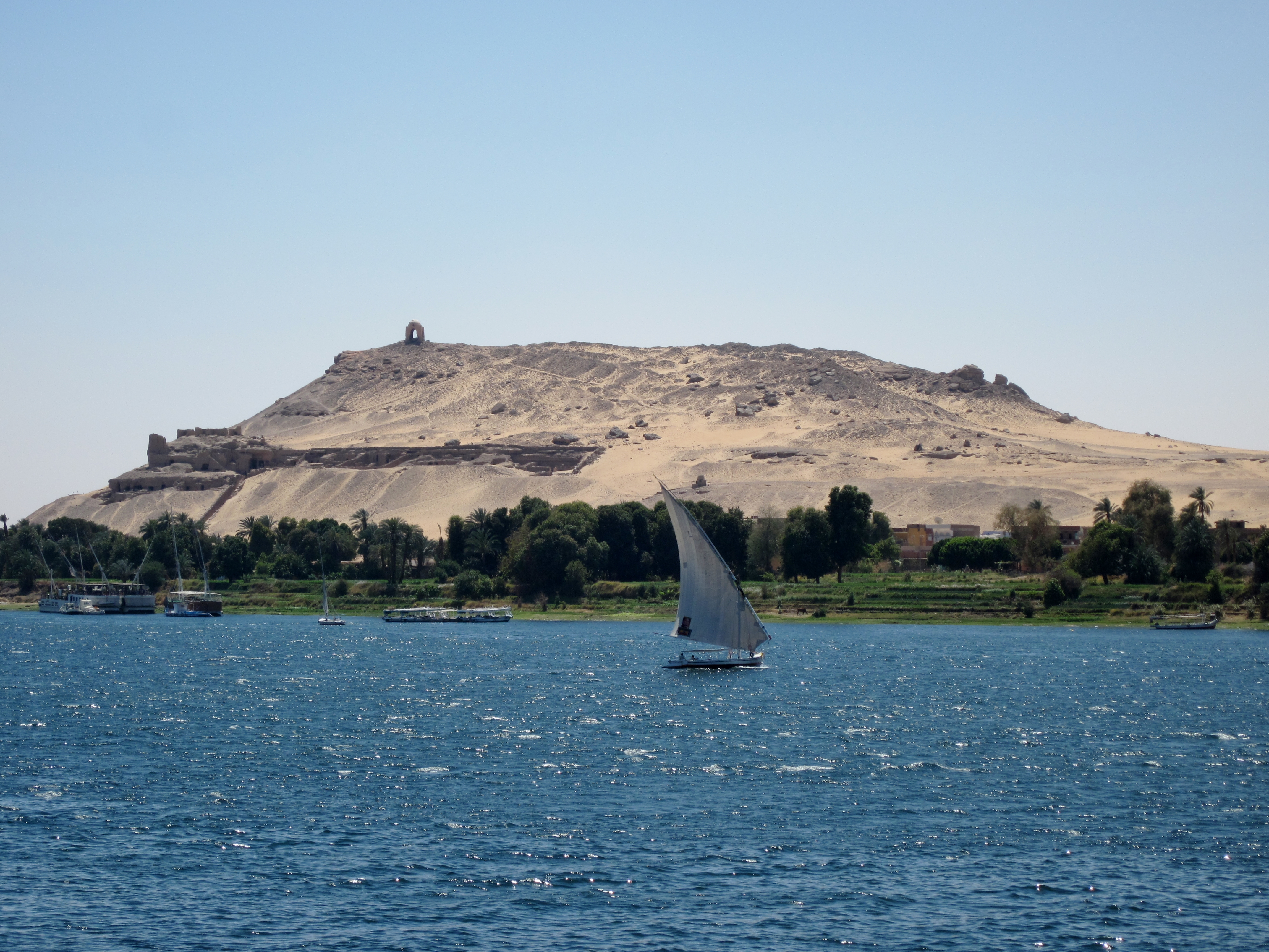
قبة الهوا على النيل عند أسوان

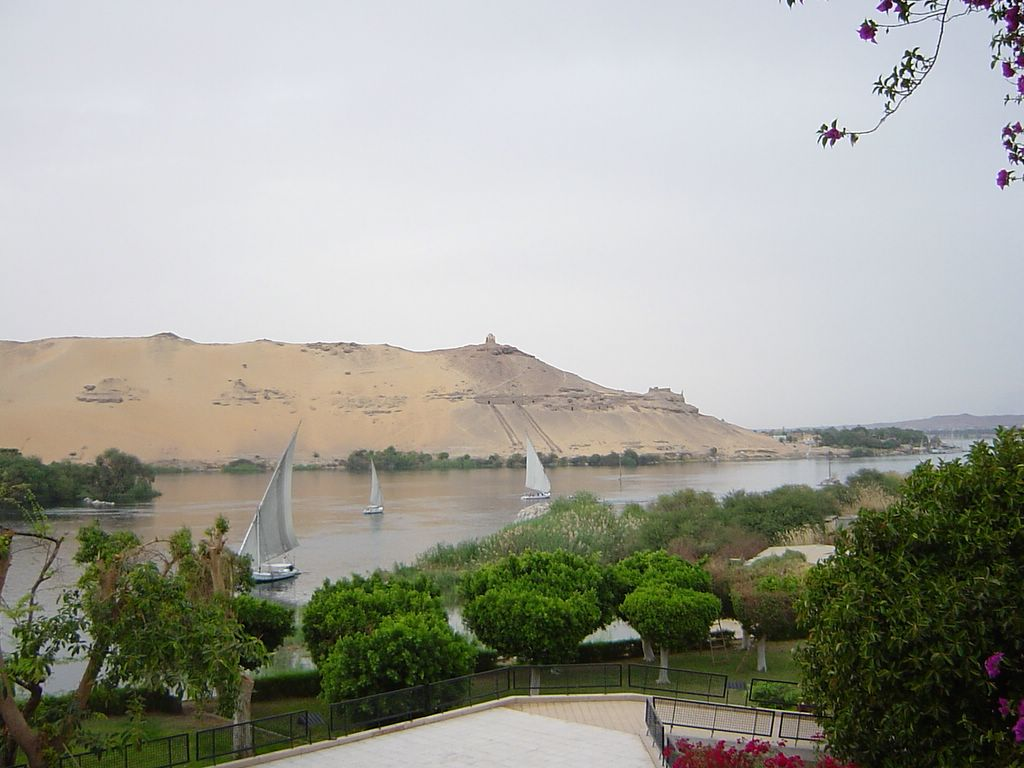
قبة الهوى كما ترى من جزيرة الفنتين.

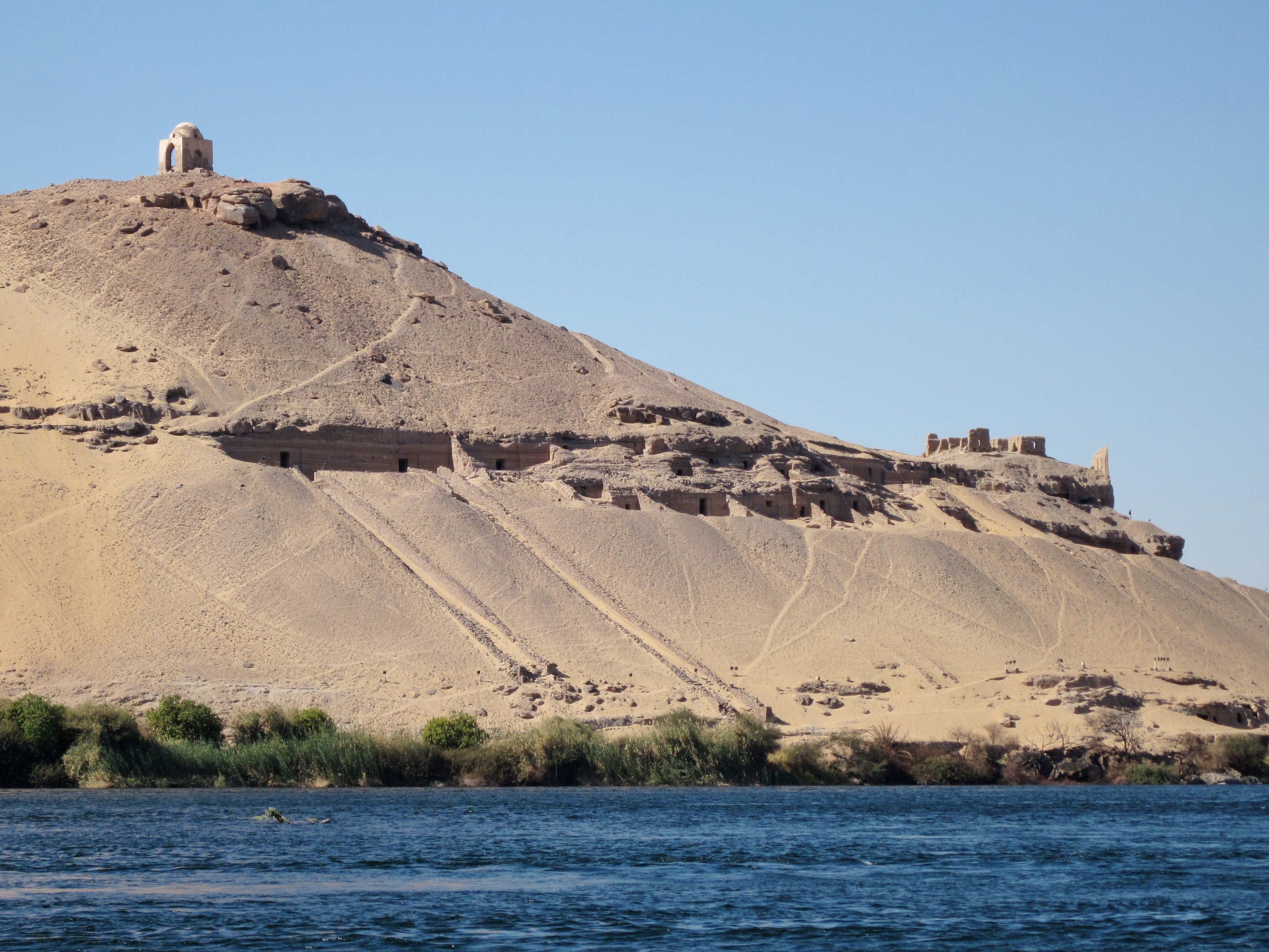
قبة الهوا والقبور في الصخر وبقايا قلعة رومانية قديمة.

قبة الهوا: هي جبل صخري يقع على الضفة الغربية للنيل بالقرب من أسوان. يبلغ ارتفاع ذلك الجبل نحو 130 مترا وبه مقابر منحوتة لنبلاء وكهنة أسوان من عهد قدماء المصريين. كما يقع على قمة الجبل الجنوبية قبر لأحد الأولياء المسلمين اسمه «سيدي علي بن الهوا»، الذي سميت القبة باسمه. وهي ضريح أبيض ذو قبة تري من بعيد، كما يوجد أسفله بقايا دير قبطي (سان جورج).
يمكن الوصول إلى المقابر المنحوتة المرتفعة من طريقين مائلين نحو النيل على الناحية الشرقية، مستقيمان معبدان لصعود ونزول مجموعات الناس ولكل منهما جدارين حجريين. وتوجد مقابر نبلاء قدماء المصريين في ثلاثة طبقات على ارتفاع في وسط الجبل.
وقد فاق عدد المقابر من عهد قدماء المصريين 100 مقبرة، وكان مدفونا فيها نحو 1000 شخص من رجال ونساء وأطفال؛ يعود أغلبهم إلى عهد الدولة القديمة والدولة الحديثة.
تتميز قبور قبة الهوا بأنها كانت لنبلاء ومحافظي منطقة النوبة والأعيان العاملين في تلك المنطقة من عهد الفراعنة، وهي حجرات محفورة داخل الجبل، مزينة الجدران، ومختلفة الأحجام والتصميمات. تعطي زينتها المنقوشة على الجدران صورا من الحياة المعتادة أيام قدماء المصريين: مشاهد ذبح الأبقار، وتزاور الأقرباء والأصدقاء، صيد السمك، صيد الطيور وحاملي النبال وموسيقيين وغيرها. ومن أهم تلك ما عثر عليه أيضا قوالب لتماثيل كان قدماء المصريين يستخدمونها لصب معدن البرونز ومعادن أخرى كالذهب والفضة، وصناعة تماثيل من تلك المعادن. 
عثر على تلك القوالب الكاملة في قارور فخارية كبيرة كانت موضوعة بجانب تابوت سوبك حتب في مقبرته بقبة الهوا؛ وكان سوبك حتب محافطا لمنطقة الفنتين في عهد سنوسرت الثاني.
أتقن قدماء المصريين صب البرونز والمعادن الثمينة كالذهب والفضة. ويعتبر تمثال بيبي الأول الموجود بالمتحف المصري أول تمثال كبير من البرونز من عهد الأسرة المصرية السادسة 2300 قبل الميلاد. تكمل تصورنا عن صب البرونز في عصر قدماء المصريين صور موجودة على حوائط مقبرتي مريروكا نحو 2300 قبل الميلاد ورخميرع نحو 1450 قبل الميلاد.

## استكشافها
تشمل تلك القبور في قمة الهوا قبور النبلاء وكبار الدولة من الدولة القديمة وحتى عهد البطالمة ومصر الرومانية. ومعظم تلك المقابر يعود إلى عهد الأسرة السادسة إلى الأسرة الثانية عشر. وكانت جزيرة «أبو» - «الفنتين» حاليا - تقع على آخر حدود مصر في الحنوب، وكانت في نفس الوقت موقها تجاريا هاما وكانت مقرا لإدارة المناطق الجنوبية والاتصال مع باقي بلاد أفريقيا في الجنوب. وكان عليها «أمير» معينا من فرعون وكان في نفس الوقت أميرا للقوات المعسكرة في تلك المنطقة.
ذكر الرحالة الألماني «يوهان بوركارت» مقابر قمة الهوا في عام 1819 - وكان يعرف أيضا لدى السكان «بشيخ إبراهيم بن عبد الله». كتب بوركارت عن استكشافاته في كتاب «رحلات في النوبة» تلك 
Travels in Nubia . وبدأت عمليات البحث والتنقيب في عام 1885 في تلك المنطقة. بدأ الباحث البريطاني «سير فرانسيس جرينفيل» حفرياته خلال الأعوام 1885 إلى 1886 واكتشف عدة قبور، ثم قام الباحث الإيطالي «إرنستو شياباريلي» في عام 1892 بحفريات. وعثر شياباريلي على مقبرة «حور خوف». كما اكتشف «جاك دي مورجان» عدة قبور أخرى في عام 1894 . وبين عامي 1903 إلى 1904 اكتشفت الباحثة «ليدي وليام سيسيل» عدة قبور في طبقة تعلو طبقة القبور التي عثر عليها آنذاك.
في عام 1946 بدأ عالم الآثار المصري لبيب حبشي عمليات حفرياته التي استمرت حتى 1951. وأرسلت جامعة بون بألمانيا بعثة للتنقيب وعلى رأسها «إلمار إيدل» في عام 1959 وظلت تعمل حتى 1984. كما اشترك في الحفريات «وليس بدج» والباحث المصري «محي الدين» و «ميشيل جنكينز». الحفريات القائمة حاليا يقوم بها المعهد الألماني للآثار DAI تحت رعاية «كارل سيفريد».

## مقبرة سابني وميخو

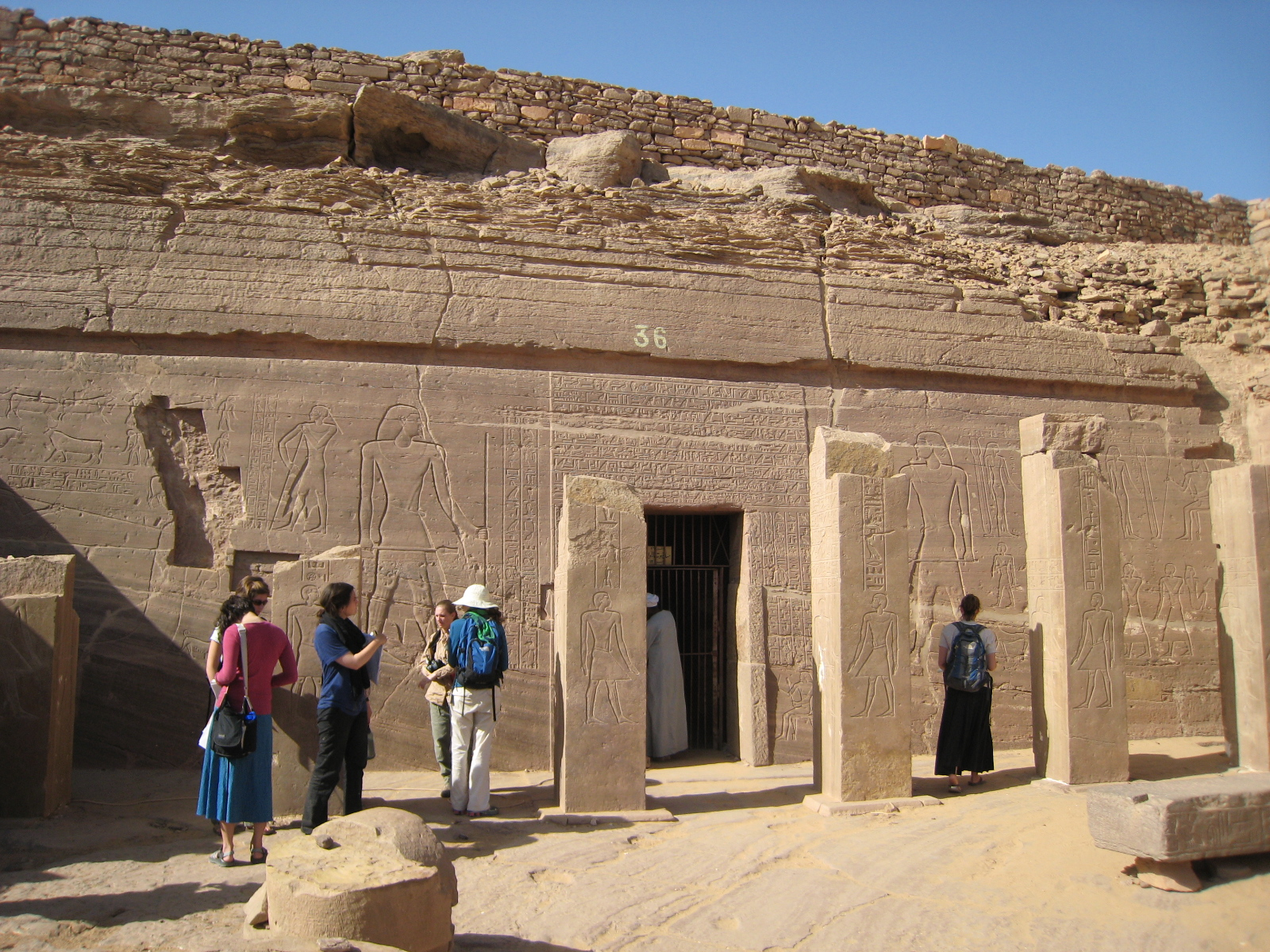
أحد قبور قبة الهوا.

المقبرة 26/25 ل «سابني» s3bnj و «محو» mhw عبارة عن قبرين لأب وابنه متصلان ببعضهما البعض. وهما ينتميان إلى عهد الفرغون بيبي الثاني من الأسرة السادسة. ويبدو أنها كانت عائلة غنية خيث يهبط من مقبرتهما سلمين يصلان حتى شاطئ النيل. كان الأب والابن عمدة لمنطقة الفنتين.
؛ مقبرة محو 
يبدأ مدخل المقبرة بممر يؤدي إلى بهو عرضي كبير يصل إلى مقبرة سابني. يؤدي البهو إلى حجرة كبيرة بها 3 في 6 من الأعمدة الإسطوانية. أيضا اتساع المقبرة نحو 150 متر مربع. ويوجد على الحائط الخلفي باب زائف رئيسي، وهو موجود خلف حجرة للعبادة. ويوجد قبل حجرة العبادة الحجرة الرئيسية وبها منضدة للقرابين من الجرانيت، كما يوجد بها أربعة أبواب مزيفة أخرى؛ منها بابان نو الغرب وباب نحو الجنوب وبابا بالقرب من الباب المزيف الرئيسي على الحائط الخلفي.
حمل محو الألقاب «ناظر البلدان الغريبة» و «أمير وريث» و «الصديق الوحيد». قام محو بحملات في مناطق النوبة. وقتل في الصحراء خلال بعثة إلى بلاد واوات. وقد أقام ابنه سابني الطقوس الجنائزية لمحو، وكانت 100 من الحمير تقوم بنقل كهنة الجنازة وأوعية القرابين من دهون عطرة، وعسل نحل، وملابس من الكتان وقوارير مأكولات ومشرب.
؛ مقبرة سابني
تبلغ مساحة مقبرة سابني نحو 120 متر مربع. بها بهو كبير به 14 عمود مضلعة مرصوصة موزعة في صفين. تلك المقبر هي ثاني مقبرة في الكبر بعد مقبرة أبيه حمو. وكان سابني أيضا ناظرا للولاية، وحمل الألقاب «أمير» وحامل أختام الملك و «محافظ بلاد الجنوب» و «كاهن المراسيم».
من المخطوطات المنقوشة على حوائط المقبرة يتبين أنه كوفئ بسخاء من الفرعون بيبي الثاني حيث قام باسترجاع جثة أبيه الذي قُتل خلال بعثة الجنوب. فقد أرسل بيبي الثاني إليه أحسن كهنة التحنيط، وأحسن مواد التحنيط، ومواد غذائية كثيرة.
يصور رسم على الحائط الخلفي للمقبرة سابني مع بناته، وهم يقومون بصيد الطيور وصيد الأسماك. النقش ملون والألوان لا زالت ناصعة وفي حالة جيدة. وهي من أحسن الصور الملونة الموجودة في قبور قبة الهوا.

## مقبرة سوبك حتب
فمقبرة سوبك حتب sbk-htp هي المقبرة 29 في قبة الهوا، وتبلغ مساحتها نحو 15 متر مربع. تتكون من حجرة كبيرة وفي وسطها عمود. يحجب العمود الرؤية من المدخل عن الحائط الخلفي المشكل في هيئة أبواب زائفة. وتتفرع حفرتين من الحجرة الرئيسية. المخطوطات على حوائط المقبرة ليست في حالة جيدة تماما. ووجدت بالمقبرة 55 من القوارير عليها مخطوطات أيضا، وكل تلك المخطوطات تدل على صاحب المقبرة. حفرت المقبرة أيضا في عهد الفرعون بيبي الثاني.
عثر على الكثير من القوالب المستخدمة لصب التماثيل البرونزية في مقبرة "سوبك حتب" في قبة الهوا. وجدت تلك القوالب الكاملة في قدر فخاري موضوعة بجانب تابوت سوبك حتب". وهي تعتبر من أهم ما عثر عليه من عصر قدماء المصريين عن تصنيع البرونز (أنظر مريروكا).

## سارنبوت الأول
مقبرة 

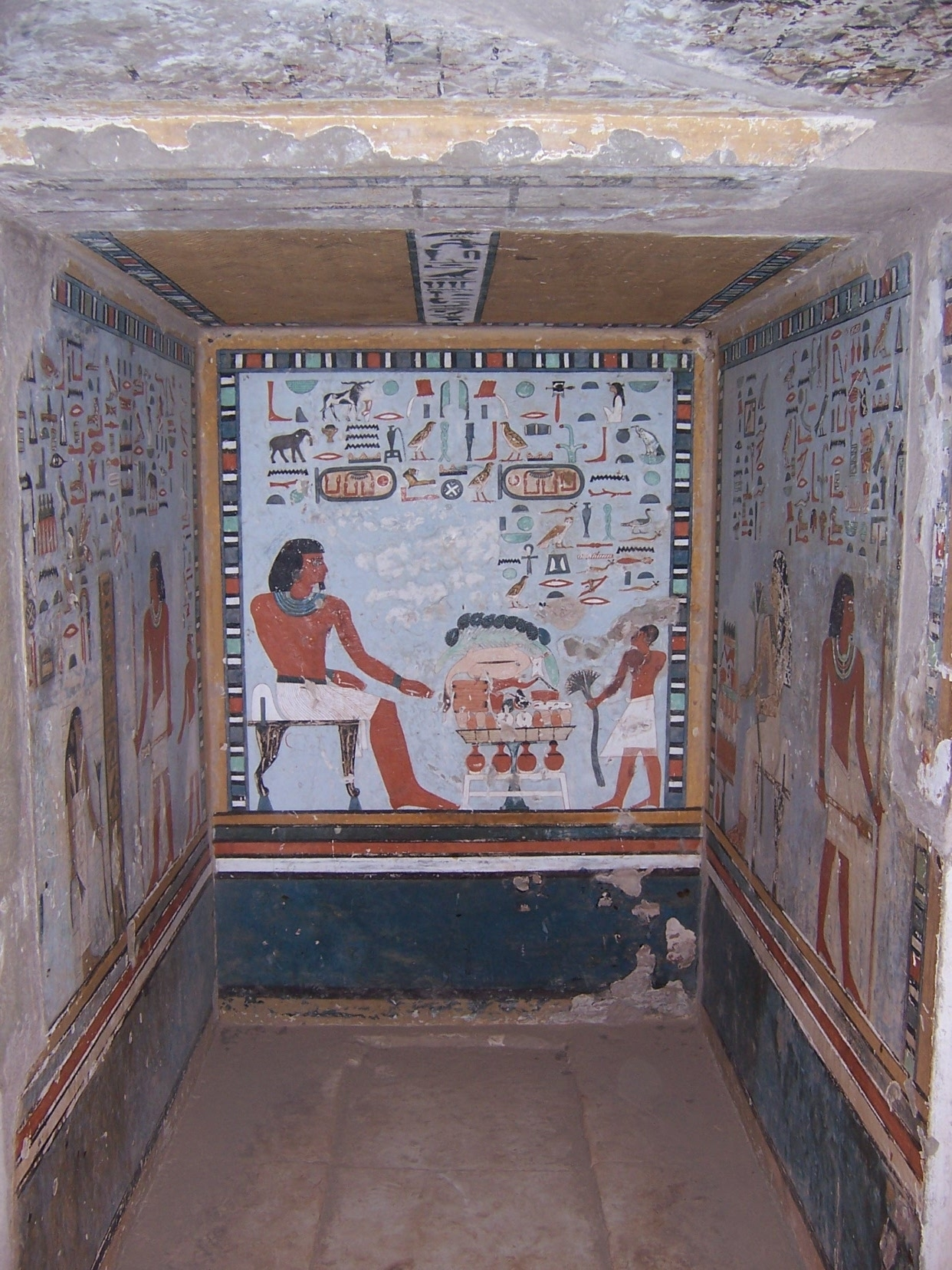
من مقبرة سارنبوت الثاني ، محافظ الفنتين في عهد سنوسرت الأول.

z3-rnpwt, وهي المقبرة 36 ; من مقابر الدولة الوسطى وكان سارنبوت الأول محافظ منطقة النوبة في عهد الفرعون سنوسرت الأول. وتدل المخطوطات المنقوشة على جدران المقبرة أن سارنبوت الأول كان وليا مطيعا لفرعون. كما أن سنوسرت الأول كان معضدا ومقدرا لسارنبوت.
مقبرة سارنبوت من المقابر الكبيرة في قبة الهوا. يؤدي المدخل على إلى حجرة بها 6 أعمدة ومنضة ثرابين. وبعد صعود سلم من 9 سلمات يدخل المرء إلى دهليز طويل تتفرع من جانبيه 6 غرف ضغيرة (نيشة)؛ ثلاثة على كل جانب. ثم يدخل المرء إلى بهو كبير به 4 أعمدة ثم إلى حجرة جنائزية، كما يتفرع من جانب البهو حجرة طويلة كانت للقرابين.

## اقرأ أيضا
- أم الجعاب
- هرم زوسر
- مصطبة إس 3503
- رخميرع
- مريروكا